# Musikjahr 1856
Liste der Musikjahre

◄◄ | ◄ | 1852 | 1853 | 1854 | 1855 | Musikjahr 1856 | 1857 | 1858 | 1859 | 1860 | ► | ►►

Weitere Ereignisse
Dieser Artikel behandelt das Musikjahr 1856.

## Ereignisse
- 01. Februar: Der Kammermusiker Tröstler gründet in Dresden ein privates Konservatorium, aus dem die Hochschule für Musik Carl Maria von Weber hervorgeht.
- 05. März: Das Royal Theatre im Londoner Covent Garden fällt zum zweiten Mal einem Großbrand zum Opfer.
- 25. August: In Montevideo eröffnet das im Stil des historistischen Eklektizismus erbaute Teatro Solís.
- In New York City entstehen im Süden Manhattans in einer kleinen Werkstatt der Firma Steinway & Sons die ersten beiden Konzertflügel mit den Produktionsnummern 791 und 792. Sie sind noch gerade besaitet. Der heute auf den Bühnen der Welt mit über 25.000 Stück führende Konzertflügel Steinway D-274 leitet sich in drei Entwicklungsstufen auf diese beiden allerersten New Yorker Konzertflügel ab.

### Instrumental und Vokalmusik (Auswahl)
- Die polnische Komponistin Tekla Bądarzewska veröffentlicht in Warschau das Salonstück Gebet einer Jungfrau – bis dahin das vermutlich erfolgreichste publizierte Klavierstück überhaupt.
- Camille Saint-Saëns komponiert die Sinfonie F-Dur mit dem Beinamen Urbs Roma. Er gewinnt mit ihr den ersten Preis eines Kompositionswettbewerbs der Société Sainte-Cécile in Bordeaux. Den Prix de Rome, für den er die Sinfonie eigentlich geschrieben hat, erhält er nicht. Die Uraufführung findet 1857 statt.
- Der walisische Harfenist James James komponiert die Melodie zu Hen Wlad Fy Nhadau, der späteren Nationalhymne von Wales. Der Test stammt von seinem Vater Evan James.
- Ernst Pauer komponiert seine 1 Symphonie in c-Moll.
- Heinrich Marschner schreibt die Schauspielmusik zu Der Goldschmied von Ulm.
- Franz Lachner komponiert das Stück 3 Lieder ohne Worte für Harfe
- Im Februar erscheinen die bereits 1854 fertiggestellten Vier Balladen op. 10 von Johannes Brahms erstmals im Druck.
- Mili Alexejewitsch Balakirew komponiert sein Klavierkonzert Nr. 1 fis-Moll op. 1.
- Antonín Dvořák bringt mit dem Klavierwerk Vergißmeinnicht-Polka eines seiner ersten Werke heraus.
- Die Motette Ave Maria von Anton Bruckner wird am 7. Oktober 1856 im Rahmen des Rosenkranzfestes im Stift St. Florian uraufgeführt.
- Anton Bruckner komponiert das Lied Wie bist du, Frühling, gut und treu, WAB 58, nach einem Text von Oskar von Redwitz.
- Alexandre Guilmant komponiert im März 1856 in Boulogne-sur-Mer sein Te Deum op. 7.

### Musiktheater

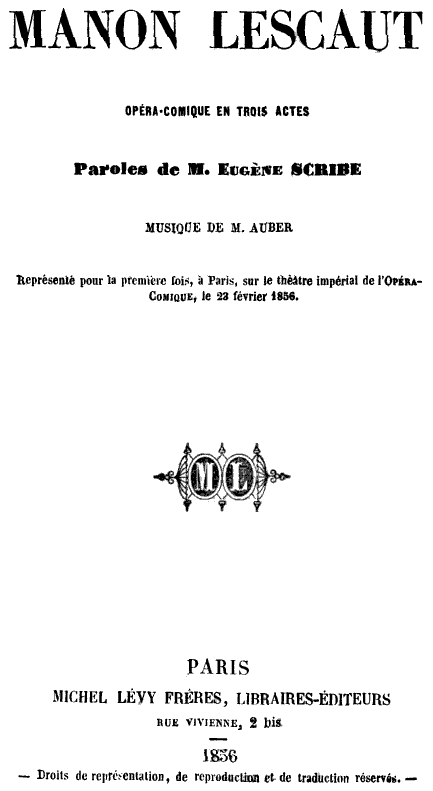
Titelblatt des Librettos von Manon Lescaut, Paris 1856

- 18. Januar: Die einaktige Oper Falstaff von Adolphe Adam kommt in Paris, (Théâtre-Lyrique) zur Uraufführung. Das Libretto stammt von Adolphe de Leuven und Jules Henri Vernoy de Saint-Georges.
- 23. Januar: Das Ballett Le corsaire von Adolphe Adam kommt in der Pariser Oper zur Uraufführung.
- 23. Februar: Die Opéra-comique Manon Lescaut von Daniel-François-Esprit Auber mit dem Libretto von Eugène Scribe hat ihre Uraufführung in der Salle Favart der Opéra-Comique in Paris. Obwohl die Uraufführung der Vertonung des gleichnamigen Romans von Antoine-François Prévost aus dem Jahr 1731 gut aufgenommen und die Oper 63 Mal gespielt wird, kann sie sich langfristig nicht im Repertoire halten.
- 23. März: Mam’zelle Geneviève, eine zweiaktige Oper von Adolphe Adam wird in Paris (Théâtre-Lyrique) erstmals gespielt. Das Libretto stammt von Arthur de Beauplan und Léon Lévy Brunswick.
- 29. April: Adolphe Adams letzte aufgeführte Oper Les pantins de Violette mit einem Libretto von Léon Battu wird in Paris, (Bouffes-Parisiens) erstmals gespielt. Der Komponist stirbt wenige Tage später am 3. Mai. Eine weitere noch von ihm geschaffene Oper mit dem Titel Le dernier bal gelangt nicht zur Uraufführung.
- 16. Mai: Russalka, eine Oper in vier Akten und sechs Bildern von Alexander Dargomyschski, der auch das Libretto schrieb, wird am Zirkustheater in Sankt Petersburg uraufgeführt. Sie basiert auf dem 1837 erschienenen Gedicht Die Nixe von Alexander Puschkin. Das Werk findet zunächst wenig Beachtung.
- 12. Juni: Am Théâtre des Bouffes-Parisiens in Paris erfolgt die Uraufführung der Operette La Rose de Saint-Flour von Jacques Offenbach.
- 08. August: Uraufführung der Operette Deux Vieilles Gardes von Léo Delibes am Théâtre des Bouffes-Parisiens in Paris.
- 19. September: Die Oper Les dragons de Villars (deutsch: Das Glöckchen des Eremiten) von Aimé Maillart, nach einem Libretto von Eugène Lockroy und Eugène Cormon, kommt im Théâtre-Lyrique in Paris zur Uraufführung.
- 12. November: Am Théâtre des Bouffes-Parisiens in Paris erfolgt die Uraufführung der Operette Six Demoiselles à marier von Léo Delibes.

Weitere Bühnenwerksuraufführungen
- Fromental Halévys Oper Valentine d’Aubigny wird uraufgeführt.
- Die zweiaktige Oper Ein Tag in Russland von Heinrich Dorn, mit einem Text von Johann Christoph Grünbaum (nach Eugène Scribe), gelangt in Berlin zur Uraufführung.
- François Bazin komponiert die Oper Maître Pathelin
- Friedrich von Flotow stellt seine Oper Albin oder Der Pflegesohn in Wien erstmals der Öffentlichkeit vor.
- Emilio Arrieta komponiert die beiden Zarzuelas La hija de la Providencia und El sonámbulo.
- Jacques Offenbach bringt die Operette Le 66 (deutsche Bearbeitung als Die beiden Savojarden) und die opéra bouffe Le Financier et le savetier (Der Schuster und der Millionär) heraus.

### Unterhaltungsmusik
- Johann Strauss (Sohn): Der Komponist brachte im Jahr 1856 folgende Werke heraus: Erhöhte Pulse (Walzer) op. 175; Juristenball-Tänze (Walzer) op. 177; Abschieds-Rufe (Walzer) op. 179; Libellen-Walzer op. 180; Großfürstin Alexandra (Walzer) op. 181; Krönungslieder (Walzer) op. 184; Armen-Ball-Polka op. 176; Sans-souci-Polka op. 178; L’Inconnue op. 182; Krönungs-Marsch op. 183 und die Strelna-Terrassen-Quadrille op. 18.

## Geboren

### Januar bis Juni
- 07. Januar: Heinrich Ordenstein, deutscher Pianist und Musikpädagoge († 1921)

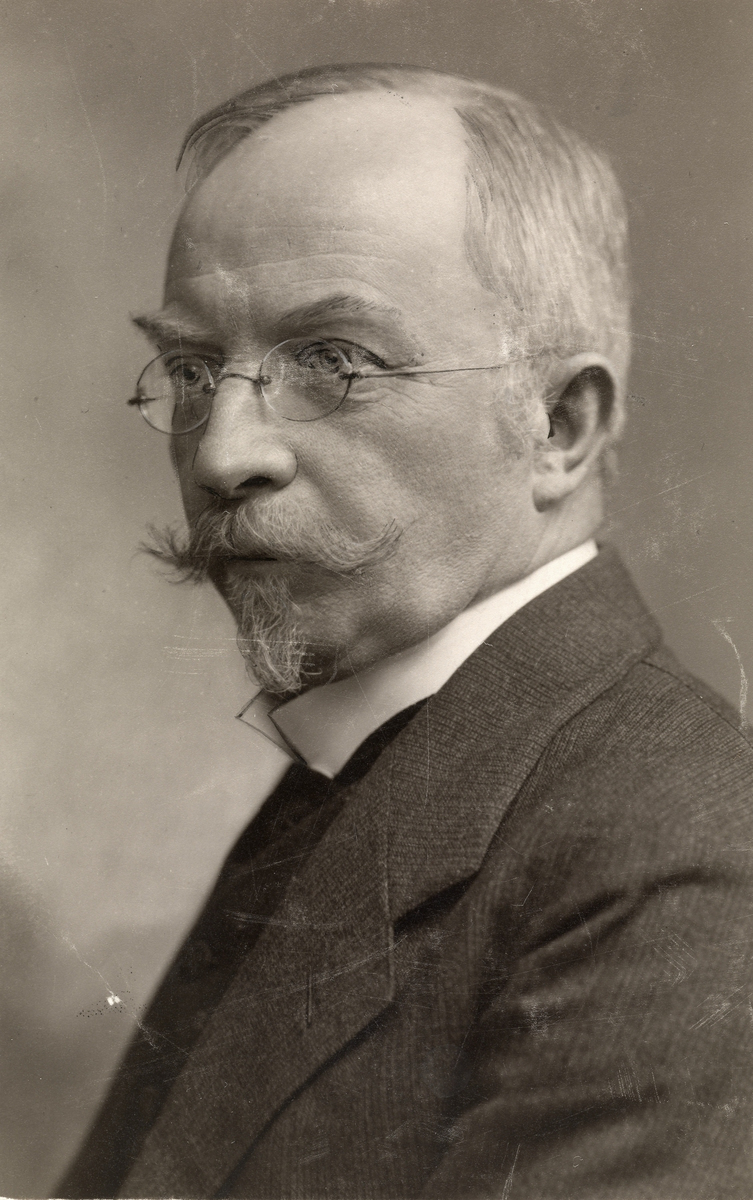
Christian Sinding; * 11. Januar

- 11. Januar: Christian Sinding, norwegischer Komponist († 1941)
- 13. Januar: Rudolf Bullerjahn, deutscher Musiker und Musikdirektor († 1911)
- 05. Februar: Amédée-Louis Hettich, französischer Dichter, Sänger, Journalist, Komponist, Musikprofessor, Hochschullehrer, Dozent und Musikpädagoge († 1937)
- 25. Februar: Marianne Stresow, deutsche Violinistin, Musikpädagogin und Komponistin († 1918)
- 28. Februar: Eva Dell’Acqua, belgische Sängerin und Komponistin italienischer Herkunft († 1930)
- 28. Februar: Richard Mühlfeld, deutscher Klarinettist († 1907)
- 13. März: Hildur Schirmer, deutsch-norwegische Sopranistin, Gesangslehrerin und Frauenrechtlerin († 1914)
- 21. März: Ewald Schulz, deutscher Musikdirektor († 1942)
- 31. März: Paul Adam, deutscher Zitherspieler, Instrumentallehrer, Dirigent und Komponist († 1907)
- 03. April: Léo Sachs, französischer Komponist († 1930)
- 22. April: Rudolf Johann Pichler, österreichischer Komponist und Schriftsteller († 1925)
- 27. April: Max Hieber, deutscher Musikalienhändler und Musikverleger, Schwerpunkt Münchener und bayerische Musik († 1913)
- 04. Mai: Florian Ringler, österreichischer Zitherspieler und Komponist († 1934)
- 05. Mai: Ernst Rabich, deutscher Chordirigent, Organist, Komponist, Musikpädagoge und Musikschriftsteller († 1933)
- 20. Mai: Helen Hopekirk, US-amerikanische Pianistin († 1945)
- 27. Mai: Max Schott, bayerischer Mllitärmusiker († 1934)
- 12. Juni: Octave Maus, belgischer Jurist, Schriftsteller, Musikkritiker und Kunstförderer († 1919)

### Juli bis Dezember
- 04. Juli: Eberhard Schwickerath, deutscher Chorleiter, Jurist und Hochschullehrer († 1940)
- 13. Juli: Kateřina Emingerová, tschechische Komponistin und Pianistin († 1934)
- 23. Juli: Herman Klein, britischer Musikschriftsteller, Musikkritiker und Gesangslehrer († 1934)
- 30. Juli: Friedrich Sander, deutscher Musiker, Komponist und Musikpädagoge († 1899)
- 09. August: Nicolas-Charles Bochsa, französischer Komponist und Harfenvirtuose († 1856)
- 21. August: Josef Maria Kotzian, österreich-ungarischer Dirigent und Kapellmeister († 1917)
- 08. September: Emil Burow, deutscher Musiker, Komponist und Kapellmeister († 1943)
- 25. September: Pedro Fontanilla, spanischer Pianist, Komponist, Musikwissenschaftler und -pädagoge († 1931)
- 15. November: Rosita Mauri, katalanische Tänzerin und Tanzlehrerin († 1923)
- 24. November: Agnes Kaps, deutsche Sängerin, Opernsoubrette († 1874)
- 30. November: Ferdinand Molzer der Ältere, österreichischer Orgelbauer († 1928)

### Genaues Geburtsdatum unbekannt
- Orville H. Gibson, US-amerikanischer Musikinstrumentenbauer († 1918)
- François Héraly, belgischer Klarinettist, Kapellmeister und Musikpädagoge († 1920)

## Gestorben

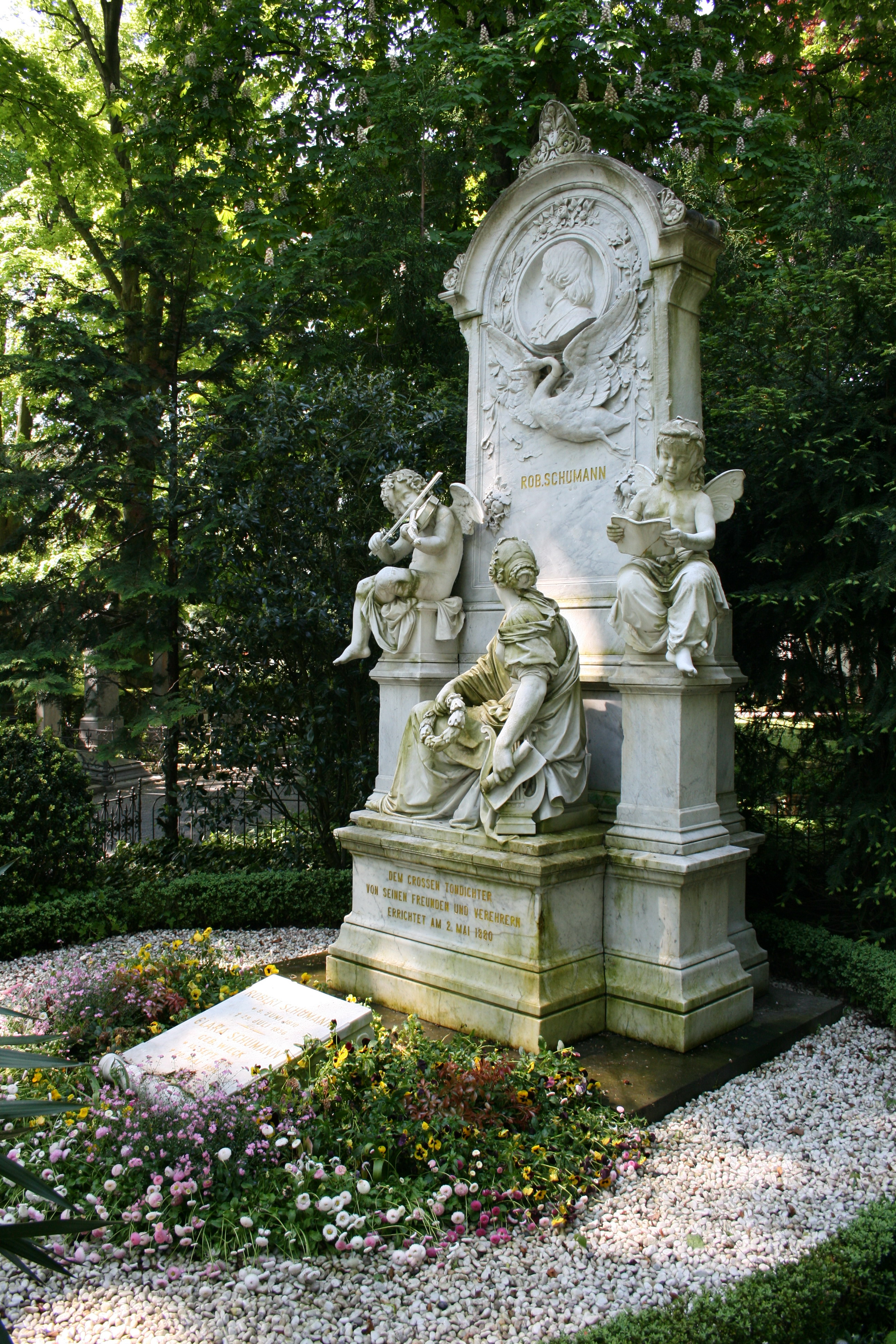
Robert Schumanns Grab auf dem Alten Friedhof in Bonn

### Todesdatum gesichert
- 06. Januar: Robert Nicolas-Charles Bochsa, französischer Komponist und Harfenvirtuose (* 1789)
- 12. Februar: Alexandre Montfort, französischer Komponist (* 1803)
- 13. Februar: Johann Julius Seidel, schlesischer Organist und Orgeltheoretiker (* 1810)
- 17. Februar: John Braham, englischer Opernsänger (* 1774)
- 23. Februar: Giovanni Morandi, italienischer Komponist, Organist und Gesangslehrer (* 1777)
- 28. März: Pjotr Turtschaninow, russischer Komponist (* 1779)
- 06. April: Melanie Lewy, österreichische Harfenistin (* 1823)
- 18. April: Joseph Menter, deutscher Violoncellist und Musikpädagoge (* 1808)
- 03. Mai: Adolphe Adam, französischer Opernkomponist (* 1803)
- 03. Mai: Adolfo Fumagalli, italienischer Pianist und Komponist (* 1828)
- 25. Mai: Rudolph Bay, dänischer Komponist (* 1791)

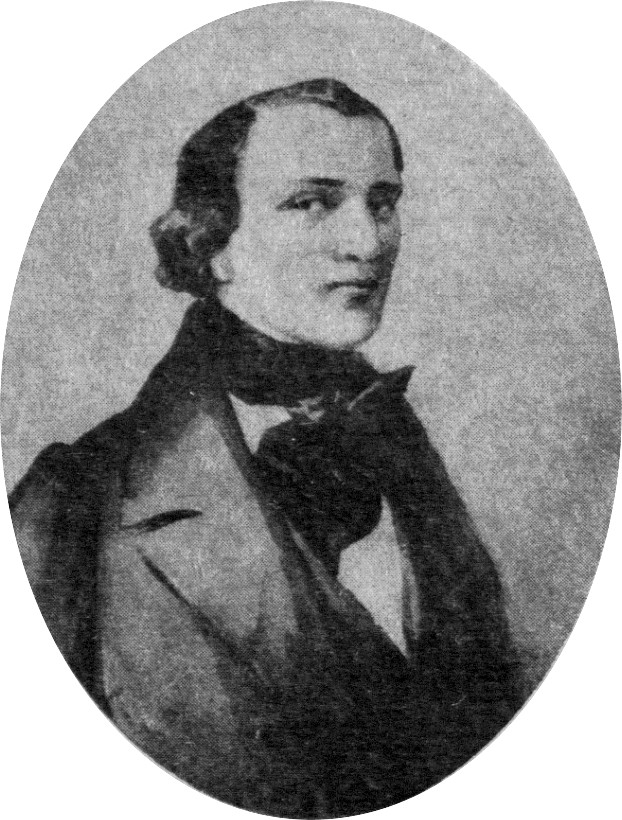
Johann Kaspar Mertz; † 14. Oktober

- 12. Juni: Pedro Ximénez Abril Tirado, peruanischer Komponist (* um 1786)
- 29. Juli: Robert Schumann, deutscher Komponist (* 1810)
- 08. August: Lucia Elizabeth Vestris, englische Schauspielerin und Sängerin mit deutsch-italienischen Wurzeln (* 1797)
- 21. August: Peter Joseph von Lindpaintner, deutscher Komponist und Dirigent (* 1791)
- 29. August: Johanna Eunicke, deutsche Opernsängerin (Sopran) sowie Konzert- und Oratoriensängerin (* 1798)
- 01. September: Christoph Karl Julius Asschenfeldt, deutscher Kirchenlieddichter (* 1792)
- 21. September: Michail Wielhorski, russischer Komponist, Cellist und Mäzen (* 1787)
- 14. Oktober: Johann Kaspar Mertz, österreichischer Komponist und Gitarrenvirtuose (* 1806)
- 30. November: Charles-Alexandre Fessy, französischer Organist und Komponist (* 1804)

### Genaues Todesdatum unbekannt
- Christian Carl David Beyer, deutscher Orgelbaumeister (* 1785)